# Ludvik XV. Francoski
Ludvik XV., francoski kralj, * 15. februar 1710, Versailles, Francija, † 10. maj 1774, Versailles. 
Bil je kralj Francije in Navarre od 1. septembra 1715 do svoje smrti 10. maja 1774.
Na prestol se je povzpel v starosti petih let, najprej je vladal s pomočjo reganta Filipa II. vojvodo Orleanskega, njegovega starega strica. Formalno-osebni nadzor nad francosko vlado je prevzal na svoj trinajsti rojstni dan, 15. februarja 1723.
Nepričakovano je preživel smrt večine kraljeve družine v letih 1711−15, videl je smrt Ludvika XIV. (1715) in naslednjih treh članov nasledstvene linije. Ludvik XV. je užival ugled na začetku vladanja in si prislužil vzdevek »Le Bien-Aime« (»ljubljeni«). V času njegove moralne odsotnosti, splošne nezmožnosti za učinkovite reforme za Francijo in monarhijo in napake svoje zunanje politike. Zaradi tega je izgubil priljubljenost in je umrl kot najbolj nepriljubljen francoski kralj.
1. 1 2 3 4  Record #118729438 // Gemeinsame Normdatei — 2012—2016.
2. 1 2  Find a Grave — 1996.